# Saint Vincent og Grenadinerne ved sommer-OL 2012
Saint Vincent og Grenadinerne deltog ved Sommer-OL 2012 i London som blev arrangeret i perioden 27. juli til 12. august 2012. Tre udøvere, to mænd og en kvinde deltog i to sporte, Atletik og  svømning. Det var syvende gangen Saint Vincent og Grenadinerne deltog i et sommer-OL, de vandt ikke nogen medaljer. Kineke Alexander var landets fanebærer under åbningsceremonien.   

## Medaljeoversigt
| 2012 London                   | Guld | Sølv | Bronze | Total |
| Saint Vincent og Grenadinerne | 0    | 0    | 0      | 0     |